# Valencianas de Juncos 2015
Questa voce raccoglie le informazioni riguardanti le Valencianas de Juncos nella stagione 2015.

## Organigramma societario
Area direttiva
- Presidente: Samuel Concepción

Area tecnica
- Allenatore: Luis Enrique Ruiz

## Rosa
| N° | Nome              | Ruolo | Data di nascita   | Nazionalità sportiva |
| -- | ----------------- | ----- | ----------------- | -------------------- |
| 1  | Xaimara Colón     | L     | 11 settembre 1988 | Porto Rico           |
| 2  | Laurie González   | L     | 8 maggio 1989     | Porto Rico           |
| 3  | Vilmarie Mojica   | P     | 13 agosto 1985    | Porto Rico           |
| 4  | Ericka Morales    | P     | 30 marzo 1994     | Porto Rico           |
| 5  | Millianett Mojica | S/O   | 11 dicembre 1983  | Porto Rico           |
| 6  | Yarimar Rosa      | S     | 20 giugno 1988    | Porto Rico           |
| 7  | Yasary Castrodad  | C     | 11 novembre 1978  | Porto Rico           |
| 9  | Sheila Ocasio     | C     | 7 novembre 1982   | Porto Rico           |
| 10 | Joan Santos       | P     | 31 maggio 1991    | Porto Rico           |
| 12 | Sandraliz García  | P     | 17 marzo 1992     | Porto Rico           |
| 11 | Lilla Frederick   | S     | 3 luglio 1990     | Stati Uniti          |
| 12 | Marilitza Matos   | S/O   | 24 maggio 1992    | Porto Rico           |
| 13 | Yajaira Acevedo   | S     | 19 dicembre 1995  | Porto Rico           |
| 14 | Elizabeth McMahon | S/O   | 27 febbraio 1993  | Stati Uniti          |
| 15 | Yanersis Brignoni | C     | 30 aprile 1997    | Porto Rico           |
| 17 | Chalimar Bezares  | C     | -                 | Porto Rico           |
| 18 | Hannah Werth      | S     | 1º novembre 1990  | Stati Uniti          |

## Mercato
| Acquisti | Acquisti          | Acquisti              | Acquisti   |
| R.       | Nome              | da                    | Modalità   |
| -------- | ----------------- | --------------------- | ---------- |
| L        | Xaimara Colón     | Inattiva              | definitivo |
| P        | Vilmarie Mojica   | Criollas de Caguas    | definitivo |
| P        | Ericka Morales    | ?                     | definitivo |
| S/O      | Millianett Mojica | Mets de Guaynabo      | definitivo |
| S        | Yarimar Rosa      | Soverato              | definitivo |
| C        | Yasary Castrodad  | Orientales de Humacao | prestito   |
| P        | Joan Santos       | Inattiva              | definitivo |
| S        | Lilla Frederick   | Pepperdine            | definitivo |
| S/O      | Marilitza Matos   | Mets de Guaynabo      | definitivo |
| S        | Yajaira Acevedo   | Metropolitana         | definitivo |
| S/O      | Elizabeth McMahon | Illinois              | definitivo |
| C        | Yanersis Brignoni | VB Rags Academy       | definitivo |
| C        | Chalimar Bezares  | Metropolitana         | definitivo |
| P        | Sandraliz García  | Changas de Naranjito  | definitivo |
| S        | Hannah Werth      | Soverato              | definitivo |

| Cessioni | Cessioni           | Cessioni           | Cessioni   |
| R.       | Nome               | a                  | Modalità   |
| -------- | ------------------ | ------------------ | ---------- |
| S/O      | Joedly Narváez     | -                  | ritirata   |
| S        | Paola Ortíz        | -                  | ritirata   |
| P        | Mariel Medina      | -                  | ritirata   |
| S/O      | Leichelie Guzmán   | -                  | ritirata   |
| S        | Guadalupe Bou      | -                  | ritirata   |
| C        | Victoria Polo      | -                  | ritirata   |
| C        | Enimarie Fernández | Criollas de Caguas | definitivo |
| C        | Myriam Quijano     | -                  | ritirata   |
| P        | Karla Echenique    | -                  | ritirata   |
| S        | Emily Brown        | RC Cola-Air Force  | definitivo |
| S        | Hannah Werth       | Soverato           | definitivo |
| S        | Lilla Frederick    | -                  | ritirata   |
| P        | Joan Santos        | -                  | svincolata |

## Risultati

### LVSF

#### Regular season
| 1ª giornata - 14 gennaio 2015 Coliseo Cosme Beitia Sálamo, Cataño         | Lancheras de Cataño   | 3 - 0 | Valencianas de Juncos | 25-23, 25-12, 26-24               |
| 2ª giornata - 17 gennaio 2015 Coliseo Rafael Amalbert, Juncos             | Valencianas de Juncos | 3 - 0 | Leonas de Ponce       | 25-21, 25-15, 26-24               |
| 3ª giornata - 23 gennaio 2015 Palacio de Recreación y Deportes, Mayagüez  | Indias de Mayagüez    | 3 - 0 | Valencianas de Juncos | 25-23, 25-18, 25-20               |
| 4ª giornata - 25 gennaio 2015 Coliseo Rafael Amalbert, Juncos             | Valencianas de Juncos | 3 - 0 | Gigantes de Carolina  | 25-21, 25-16, 25-22               |
| 5ª giornata - 28 gennaio 2015 Coliseo Rafael Amalbert, Juncos             | Valencianas de Juncos | 3 - 1 | Changas de Naranjito  | 25-23, 23-25, 25-18, 25-23        |
| 6ª giornata - 30 gennaio 2015 Coliseo Héctor Solá Bezares, Caguas         | Criollas de Caguas    | 3 - 1 | Valencianas de Juncos | 25-23, 25-18, 16-25, 25-17        |
| 7ª giornata - 4 febbraio 2015 Coliseo Rafael Amalbert, Juncos             | Valencianas de Juncos | 3 - 0 | Lancheras de Cataño   | 25-22, 25-21, 25-21               |
| 8ª giornata - 7 febbraio 2015 Coliseo Dolores Toyita Martinez, Juana Díaz | Leonas de Ponce       | 3 - 0 | Valencianas de Juncos | 25-20, 25-21, 28-26               |
| 9ª giornata - 13 febbraio 2015 Coliseo Rafael Amalbert, Juncos            | Valencianas de Juncos | 2 - 3 | Indias de Mayagüez    | 17-25, 26-28, 25-10, 25-10, 10-15 |
| 10ª giornata - 15 febbraio 2015 Coliseo Guillermo Angulo, Carolina        | Gigantes de Carolina  | 0 - 3 | Valencianas de Juncos | 16-25, 20-25, 14-25               |
| 11ª giornata - 18 febbraio 2015 Coliseo Rafael Amalbert, Juncos           | Valencianas de Juncos | 3 - 1 | Changas de Naranjito  | 26-24, 20-25, 25-13, 25-20        |
| 12ª giornata - 20 febbraio 2015 Coliseo Héctor Solá Bezares, Caguas       | Criollas de Caguas    | 3 - 1 | Valencianas de Juncos | 23-25, 25-21, 25-23, 25-21        |
| 13ª giornata - 25 febbraio 2015 Coliseo Cosme Beitia Sálamo, Cataño       | Lancheras de Cataño   | 2 - 3 | Valencianas de Juncos | 25-18, 25-21, 16-25, 18-25, 7-15  |
| 14ª giornata - 25 febbraio 2015 Coliseo Municipal Maunabo, Maunabo        | Valencianas de Juncos | 3 - 1 | Leonas de Ponce       | 14-25, 26-24, 27-25, 25-12        |
| 15ª giornata - 5 marzo 2015 Palacio de Recreación y Deportes, Mayagüez    | Indias de Mayagüez    | 1 - 3 | Valencianas de Juncos | 19-25, 25-22, 20-25, 21-25        |
| 16ª giornata - 8 marzo 2015 Coliseo Rafael Amalbert, Juncos               | Valencianas de Juncos | 3 - 0 | Gigantes de Carolina  | 25-19, 25-13, 26-24               |
| 17ª giornata - 11 marzo 2015 Coliseo Gelito Ortega, Naranjito             | Changas de Naranjito  | 1 - 3 | Valencianas de Juncos | 24-26, 26-24, 13-25, 20-25        |
| 18ª giornata - 13 marzo 2015 Coliseo Rafael Amalbert, Juncos              | Valencianas de Juncos | 3 - 1 | Criollas de Caguas    | 25-19, 25-21, 24-26, 25-18        |
| 19ª giornata - 18 marzo 2015 Coliseo Rafael Amalbert, Juncos              | Valencianas de Juncos | 1 - 3 | Lancheras de Cataño   | 25-17, 20-25, 24-26, 23-25        |
| 20ª giornata - 21 marzo 2015 Coliseo Salvador Dijols, Ponce               | Leonas de Ponce       | 3 - 0 | Valencianas de Juncos | 25-20, 25-21, 28-26               |
| 21ª giornata - 27 marzo 2015 Coliseo Rafael Amalbert, Juncos              | Valencianas de Juncos | 3 - 1 | Indias de Mayagüez    | 25-19, 17-25, 25-18, 25-23        |
| 22ª giornata - 29 marzo 2015 Coliseo Guillermo Angulo, Carolina           | Gigantes de Carolina  | 1 - 3 | Valencianas de Juncos | 18-25, 28-26, 22-25, 21-25        |
| 23ª giornata - 31 marzo 2015 Coliseo Gelito Ortega, Naranjito             | Changas de Naranjito  | 1 - 3 | Valencianas de Juncos | 25-23, 14-25, 15-25, 16-25        |
| 24ª giornata - 2 aprile 2015 Coliseo Rafael Amalbert, Juncos              | Valencianas de Juncos | 3 - 1 | Criollas de Caguas    | 26-24, 25-20, 20-25, 25-16        |

#### Play-off
| Quarti di finale (gara 2) - 9 aprile 2015 Coliseo Guillermo Angulo, Carolina    | Gigantes de Carolina  | 0 - 3 | Valencianas de Juncos | 19-25, 23-25, 18-25               |
| Quarti di finale (gara 3) - 11 aprile 2015 Coliseo Héctor Solá Bezares, Caguas  | Criollas de Caguas    | 0 - 3 | Valencianas de Juncos | 21-25, 17-25, 27-29               |
| Quarti di finale (gara 5) - 14 aprile 2015 Coliseo Rafael Amalbert, Juncos      | Valencianas de Juncos | 3 - 0 | Gigantes de Carolina  | 25-13, 25-11, 25-7                |
| Quarti di finale (gara 6) - 15 aprile 2015 Coliseo Rafael Amalbert, Juncos      | Valencianas de Juncos | 2 - 3 | Criollas de Caguas    | 23-25, 25-20, 21-25, 25-18, 9-15  |
| Semifinali (gara 1) - 18 aprile 2015 Coliseo Rebekah Colberg Cabrera, Cabo Rojo | Indias de Mayagüez    | 3 - 2 | Valencianas de Juncos | 25-16, 22-25, 26-28, 25-23, 15-9  |
| Semifinali (gara 2) - 21 aprile 2015 Coliseo Rafael Amalbert, Juncos            | Valencianas de Juncos | 3 - 1 | Indias de Mayagüez    | 25-23, 23-25, 25-17, 25-23        |
| Semifinali (gara 3) - 22 aprile 2015 Palacio de Recreación y Deportes, Mayagüez | Indias de Mayagüez    | 2 - 3 | Valencianas de Juncos | 23-25, 27-25, 25-21, 22-25, 13-15 |
| Semifinali (gara 4) - 24 aprile 2015 Coliseo Rafael Amalbert, Juncos            | Valencianas de Juncos | 1 - 3 | Indias de Mayagüez    | 23-25, 22-25, 25-17, 26-28        |
| Semifinali (gara 5) - 26 aprile 2015 Palacio de Recreación y Deportes, Mayagüez | Indias de Mayagüez    | 3 - 1 | Valencianas de Juncos | 18-25, 25-23, 25-17, 25-20        |
| Semifinali (gara 6) - 28 aprile 2015 Coliseo Rafael Amalbert, Juncos            | Valencianas de Juncos | 1 - 3 | Indias de Mayagüez    | 26-24, 23-25, 13-25, 6-25         |

## Statistiche

### Statistiche di squadra
| Competizione | Punti | In casa | In casa | In casa | In trasferta | In trasferta | In trasferta | Totale | Totale | Totale |
| Competizione | Punti | G       | V       | P       | G            | V            | P            | G      | V      | P      |
| ------------ | ----- | ------- | ------- | ------- | ------------ | ------------ | ------------ | ------ | ------ | ------ |
| LVSF         | 48    | 17      | 12      | 5       | 17           | 9            | 8            | 34     | 21     | 13     |
| Totale       | -     | 17      | 12      | 5       | 17           | 9            | 8            | 34     | 21     | 13     |

G = partite giocate; V = partite vinte; P = partite perse